# Merosargus andinus
Merosargus andinus är en tvåvingeart som beskrevs av James 1971. Merosargus andinus ingår i släktet Merosargus och familjen vapenflugor. Inga underarter finns listade i Catalogue of Life.